# Fanny von Otter

Fanny von Otter

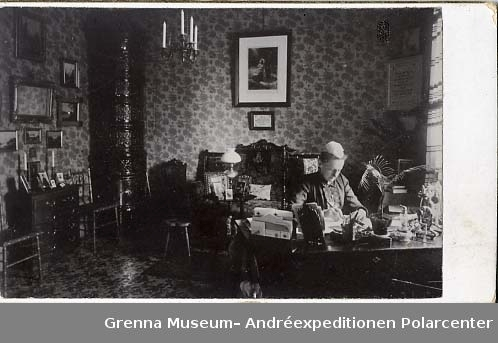
Fanny von Otter i sitt hem

Dikt sannolikt vid avsked 1904

Fanny Elisabet von Otter, född 30 maj 1847 på Holmens gård i Korsberga socken i Småland, död 30 januari 1928 i Gränna, var en svensk sjuksköterska. 
Hon var dotter till friherre Carl von Otter och Lovisa von Otter, född Leijonhufvud (1819–1906). Genom föräldrarnas giftermål kom familjen att flytta till Östanå säteri utanför Gränna där hon växte upp med fem syskon. Liksom sin mor och en yngre syster Elsa engagerade Fanny von Otter sig tidigt i den nyevangeliska väckelserörelsen. På herrgården samlades kvinnor till symöten där man läste högt ur Bibeln och Carl Olof Rosenius skrifter samt musicerade. Där hade systrarna von Otter en viktig roll. De ledde också söndagsskolan från 1878. I de kontroversiella frågorna om inomkyrkliga väckelsen eller nattvardsfirande i friförsamling stod Fanny von Otter kvar vid nattvardsfirande i kyrkan längre än sin mor och tog emot nattvarden i kyrkan 1879. Ett par år senare 1882 gick hon med som medlem i den friförsamling som bildats 1881.
Hon tjänstgjorde vid Sophiahemmet 1887–1892 och var föreståndarinna för Röda Korsets sjuksköterskehem 1892–1904. I Stockholm hade hon kontakt med Flodbergskretsen, en kristen ekumenisk vänkrets präglad av mysticism i Stockholm kring sekelskiftet 1900 och 30 år framåt. Ledaren, lykttändare Carl Flodberg, och en annan av kretsens frontalgestalter träffades på Östanå tillsammans med Fanny von Otter 1904. Kvinnorna spelade en avgörande roll i Flodbergskretsen, till exempel Stina Svensk, Emilia Ullstard, Elsa Nilsson, Fanny von Otter och psalmförfattarinnan Linnea Hofgren som alla kallades mödrar i Kristus.
För sitt arbete i svenska Röda Korset erhöll Fanny von Otter Konungens guldmedalj Illis Quorum. Efter sin pensionering bosatte hon sig åter i Gränna där hon avled 80 år gammal 1928.